# Nekrolog Februar 2003
Nekrolog
◄◄
| ◄
| 1999
| 2000
| 2001
| 2002
| 2003 | 2004 | 2005 | 2006 | 2007 | ► | ►►
Januar |
Februar |
März |
April |
Mai |
Juni |
Juli |
August |
September |
Oktober |
November |
Dezember 2003
Weitere Ereignisse | Allgemeiner Nekrolog 2003
Die Beschreibung der verstorbenen Person sollte so kurz wie möglich gehalten sein und nur deren signifikante Tätigkeit(en) enthalten.
Neue Namen ggf. auch unter dem Geburts- und Sterbedatum, also etwa unter 1. Januar und im Geburts- und Sterbejahr (2024) eintragen (nur bei entsprechender großer Wichtigkeit). Für Beispiele siehe die schon vorhandenen Artikel.
Außerdem über die fünf zuletzt Verstorbenen, zu denen es einen ausreichend guten Artikel für eine Präsentation auf der Hauptseite gibt, nach der todesbedingten Überarbeitung der Artikel ggf. auch unter Wikipedia Diskussion:Hauptseite informieren und sie am besten auch in den anderen Wikipedia-Sprachversionen eintragen. Tipp: Regelmäßig bei news.google.de nach „ist tot“, „gestorben“ oder „verstorben“ suchen.
Wenn eine Person gestorben ist, gibt es viele Seiten zu dieser Person in der Wikipedia, die davon auch betroffen sind und entsprechend aktualisiert werden müssen. Beispiele: Namenübersichtsseite, Geburtsjahr, Geburtsort-Seiten und viele mehr.
Wie finde ich die betroffenen Seiten?
Im Suchfeld auf der linken Seite gibt man den Suchbegriff so ein: „Vorname Nachname“. Dann klickt man auf Volltext und alle Seiten mit entsprechendem Suchtext werden aufgerufen. Hier sieht man dann schnell, wo auch das Todesjahr Sinn macht oder sogar ein Teil des Artikels angepasst werden muss. Auch hilft das „Werkzeug“ auf der linken Seite sehr gut, um solche Seiten aufzufinden: „Links auf diese Seite“. Somit ist die Wikipedia wieder aktuell in allen Bereichen! Hinweis: bei Eintragung der Kategorie „Gestorben JAHR“ wird der Missbrauchsfilter 49 ausgelöst, was jedoch nicht schlimm ist. Siehe: Spezial:Missbrauchsfilter/49
Dies ist eine Liste von im Februar 2003 verstorbenen bekannten Persönlichkeiten. Die Einträge erfolgen innerhalb der einzelnen Daten alphabetisch sortiert. Tiere sind im Nekrolog für Tiere zu finden.

## Februar
| Tag         | Name                                   | Beruf, bekannt als                                                                                       | Alter | Beleg |
| ----------- | -------------------------------------- | --- | ----- | ----- |
| 1. Februar  | Michael P. Anderson                    | US-amerikanischer Astronaut                                                                              | 43    |       |
| 1. Februar  | David McDowell Brown                   | US-amerikanischer Astronaut                                                                              | 46    |       |
| 1. Februar  | Kalpana Chawla                         | indisch-amerikanische Astronautin                                                                        |       |       |
| 1. Februar  | Laurel Clark                           | US-amerikanische Astronautin                                                                             | 41    |       |
| 1. Februar  | Rick Douglas Husband                   | US-amerikanischer Astronaut und der Kommandant der verunglückten Columbia-Mission STS-107                | 45    |       |
| 1. Februar  | Bodil Kjer                             | dänische Schauspielerin                                                                                  | 85    |       |
| 1. Februar  | Erich Loitlsberger                     | österreichischer Wirtschaftswissenschaftler und ordentlicher Universitätsprofessor                       | 81    |       |
| 1. Februar  | Richard Edmund Lyng                    | US-amerikanischer Politiker                                                                              | 84    |       |
| 1. Februar  | William Cameron McCool                 | US-amerikanischer Astronaut                                                                              | 41    |       |
| 1. Februar  | Jean François Oth                      | belgischer Chemiker und Hochschullehrer                                                                  | 76    |       |
| 1. Februar  | Ilan Ramon                             | israelischer Astronaut                                                                                   | 48    |       |
| 1. Februar  | Mongo Santamaría                       | kubanischer Perkussionist                                                                                | 80    |       |
| 1. Februar  | Hermann Schnell                        | österreichischer Politiker (SPÖ), Abgeordneter zum Nationalrat, Mitglied des Bundesrates                 | 88    |       |
| 1. Februar  | Rudolf Weinhold                        | deutscher Volkskundler                                                                                   | 77    |       |
| 1. Februar  | Herbert Wilhelmy                       | deutscher Geograph                                                                                       | 92    |       |
| 2. Februar  | Vincent Chin                           | jamaikanischer Musikproduzent und Unternehmer                                                            | 65    |       |
| 2. Februar  | Carlos Alberto Etchandy Gimeno Navarro | brasilianischer Geistlicher, römisch-katholischer Erzbischof von Niterói                                 | 71    |       |
| 2. Februar  | József Gál                             | ungarischer Ringer                                                                                       | 84    |       |
| 2. Februar  | Lou Harrison                           | US-amerikanischer Komponist                                                                              | 85    |       |
| 2. Februar  | Philip James Benedict Harvey           | englischer Geistlicher, katholischer Weihbischof in Westminster                                          | 87    |       |
| 2. Februar  | Hitman                                 | US-amerikanischer Rapper                                                                                 | 23    |       |
| 2. Februar  | Jack Lauterwasser                      | britischer Radrennfahrer                                                                                 | 98    |       |
| 2. Februar  | Lothar Müller                          | deutscher Ökonom<                                                                                        | 76    |       |
| 2. Februar  | Raúl Omar Rossi                        | argentinischer Geistlicher, Bischof von San Martín                                                       | 64    |       |
| 2. Februar  | Ludwig Schäfer                         | deutscher Richter                                                                                        | 90    |       |
| 2. Februar  | Martin Schmidt                         | deutscher Wasserbauingenieur und Talsperrenexperte                                                       | 74    |       |
| 2. Februar  | Marcello Truzzi                        | US-amerikanischer Soziologe                                                                              | 67    |       |
| 2. Februar  | Eizō Yuguchi                           | japanischer Fußballspieler                                                                               | 57    |       |
| 3. Februar  | Natascha A. Brunswick                  | deutsch-US-amerikanische Mathematikerin und Fotografin                                                   | 93    |       |
| 3. Februar  | Werner Buckel                          | deutscher Physiker                                                                                       | 82    |       |
| 3. Februar  | Lana Clarkson                          | US-amerikanische Schauspielerin                                                                          | 40    |       |
| 3. Februar  | Walter Faller                          | deutscher Politiker (SPD), MdB, MdEP                                                                     | 93    |       |
| 3. Februar  | Hans Frick                             | deutscher Schriftsteller                                                                                 | 72    |       |
| 3. Februar  | Marie-Luise Gansberg                   | deutsche Literaturwissenschaftlerin                                                                      | 69    |       |
| 3. Februar  | Renate Kaffl                           | deutsche Journalistin und Politikerin (CSU), MdL                                                         | 84    |       |
| 3. Februar  | William Kelley                         | US-amerikanischer Schriftsteller und Drehbuchautor                                                       | 73    |       |
| 3. Februar  | Heinrich Mohn                          | deutscher Ingenieur, Erfinder und Philanthrop                                                            | 98    |       |
| 3. Februar  | João César Monteiro                    | portugiesischer Filmregisseur, Drehbuchautor und Schauspieler                                            | 64    |       |
| 3. Februar  | Peter Schat                            | niederländischer Komponist, Musikpädagoge und Musikschriftsteller                                        | 67    |       |
| 3. Februar  | Edith Seibert                          | deutsche Malerin                                                                                         | 87    |       |
| 3. Februar  | Heinrich Vetter                        | deutscher Unternehmer                                                                                    | 92    |       |
| 4. Februar  | Georg Bauer                            | deutscher Politiker (GB/BHE), MdL                                                                        | 85    |       |
| 4. Februar  | Jean Brossel                           | französischer Physiker                                                                                   | 84    |       |
| 4. Februar  | Benyoucef Benkhedda                    | algerischer Politiker                                                                                    | 82    |       |
| 4. Februar  | Charles Biddle                         | US-amerikanisch-kanadischer Jazzmusiker und Arrangeur                                                    | 76    |       |
| 4. Februar  | Pierre Carteus                         | belgischer Fußballspieler                                                                                | 59    |       |
| 4. Februar  | Joseph Robert Crowley                  | US-amerikanischer katholischer Bischof                                                                   | 88    |       |
| 4. Februar  | Jerome Hines                           | US-amerikanischer Opernsänger (Bassbariton), Komponist und Mathematiker                                  | 81    |       |
| 4. Februar  | Ernst Huber                            | Schweizer Topograph                                                                                      | 86    |       |
| 4. Februar  | Charles McLaren, 3. Baron Aberconway   | britischer Gärtner, Industrieller, Peer und Politiker (Conservative Party)                               | 89    |       |
| 4. Februar  | James Needs                            | britischer Filmeditor                                                                                    | 83    |       |
| 4. Februar  | André Noyelle                          | belgischer Radrennfahrer                                                                                 | 71    |       |
| 4. Februar  | Archie Savage                          | US-amerikanischer Tänzer und Schauspieler                                                                | 88    |       |
| 4. Februar  | Hasso Schützendorf                     | deutscher Unternehmer                                                                                    | 78    |       |
| 4. Februar  | Erika Wolf                             | deutsche Politikerin (CDU), MdB                                                                          | 90    |       |
| 5. Februar  | Manfred von Brauchitsch                | deutscher Rennfahrer                                                                                     | 97    |       |
| 5. Februar  | René Cardona junior                    | mexikanischer Filmemacher und Schauspieler                                                               | 63    |       |
| 5. Februar  | Werner Dies                            | deutscher Jazzmusiker                                                                                    | 75    |       |
| 5. Februar  | Décio Pereira                          | brasilianischer Geistlicher, römisch-katholischer Bischof von Santo André                                | 62    |       |
| 5. Februar  | Josef Steiner                          | Schweizer Großmeister im Fernschach                                                                      | 70    |       |
| 5. Februar  | Joseph P. Vigorito                     | US-amerikanischer Politiker                                                                              | 84    |       |
| 6. Februar  | Usher Abell                            | US-amerikanischer Geiger, Bratschist, Musikpädagoge und Hochschullehrer                                  | 87    |       |
| 6. Februar  | José Craveirinha                       | mosambikanischer Dichter                                                                                 | 80    |       |
| 6. Februar  | Marie-Thérèse Danielsson               | französische Aktivistin, Ethnologin und Autorin                                                          | 79    |       |
| 6. Februar  | René Haby                              | französischer Politiker, Mitglied der Nationalversammlung und Bildungsminister (1974–1978)               | 83    |       |
| 6. Februar  | Peter Saunders                         | englischer Theaterproduzent                                                                              | 91    |       |
| 6. Februar  | Peter C. Steiner                       | deutscher Cellist                                                                                        | 74    |       |
| 7. Februar  | Luigi Ferrando                         | italienischer Radrennfahrer                                                                              | 91    |       |
| 7. Februar  | Alexander Juljewitsch Ischlinski       | sowjetischer und russischer Mechaniker und Mathematiker                                                  | 89    |       |
| 7. Februar  | Rudolf Kolbitsch                       | österreichischer Maler und Grafiker                                                                      | 80    |       |
| 7. Februar  | Augusto Monterroso                     | guatemaltekischer Schriftsteller und Diplomat                                                            | 81    |       |
| 7. Februar  | Malcolm Roberts                        | britischer Schlagersänger                                                                                | 58    |       |
| 7. Februar  | Max Scheler                            | deutscher Fotograf                                                                                       | 74    |       |
| 7. Februar  | Felix Seebauer                         | deutsch-mährischer Journalist, Buchautor und Übersetzer                                                  | 81    |       |
| 7. Februar  | Lidija Matwejewna Selichowa            | sowjetische Eisschnellläuferin                                                                           | 80    |       |
| 8. Februar  | James Robert Hoffman                   | US-amerikanischer Geistlicher, katholischer Bischof                                                      | 70    |       |
| 8. Februar  | M. Collier Ross                        | US-amerikanischer Offizier, Generalleutnant der US Army                                                  | 76    |       |
| 8. Februar  | Fred Schiller                          | österreichischer Drehbuchautor                                                                           | 99    |       |
| 8. Februar  | Elmar Schneider                        | deutscher Politiker (CDU)                                                                                | 57    |       |
| 8. Februar  | Alice Treff                            | deutsche Schauspielerin und Synchronsprecherin                                                           | 96    |       |
| 8. Februar  | Eckart Walger                          | deutscher Geologe und Hochschullehrer                                                                    | 79    |       |
| 8. Februar  | Konrad Weichert                        | deutscher Regattasegler                                                                                  | 68    |       |
| 8. Februar  | Erich Wolfram                          | deutscher Politiker (SPD), MdB, MdEP                                                                     | 74    |       |
| 9. Februar  | Miquel Batllori                        | spanischer Jesuit, Historiker, Romanist und Katalanist                                                   | 93    |       |
| 9. Februar  | Herma Bauma                            | österreichische Leichtathletin und Handballspielerin                                                     | 88    |       |
| 9. Februar  | Toni Beck                              | deutscher Landwirt und Politiker (CSU)                                                                   | 78    |       |
| 9. Februar  | Ruby Braff                             | US-amerikanischer Jazz-Trompeter                                                                         | 75    |       |
| 9. Februar  | John Charles Cutler                    | US-amerikanischer Mediziner                                                                              | 87    |       |
| 9. Februar  | Hermann Dürr                           | deutscher Jurist und Politiker (FDP/DVP, SPD), MdB                                                       | 78    |       |
| 9. Februar  | Ebeneser Þórarinsson                   | isländischer Skilangläufer                                                                               | 70    |       |
| 9. Februar  | Franz Nüßlein                          | deutscher NS-Verbrecher, Diplomat und Staatsanwalt                                                       | 93    |       |
| 9. Februar  | Gerhard Pfeifer                        | deutscher Mund-, Kiefer- und Gesichtschirurg und Hochschullehrer                                         | 81    |       |
| 9. Februar  | Vera Ralston                           | US-amerikanische Schauspielerin                                                                          | 83    |       |
| 9. Februar  | Luis Sacilotto                         | brasilianischer Maler und Bildhauer                                                                      | 78    |       |
| 9. Februar  | Dietrich Segebrecht                    | deutscher Buchhändler, Bibliothekar, Journalist und Autor                                                | 68    |       |
| 9. Februar  | José María Tasso                       | spanischer Schauspieler                                                                                  | 69    |       |
| 10. Februar | Alfred Aston                           | französischer Fußballspieler                                                                             | 90    |       |
| 10. Februar | Cosma                                  | israelischer Musiker                                                                                     |       |       |
| 10. Februar | Marian Crudu                           | rumänischer Fußballspieler                                                                               | 31    |       |
| 10. Februar | Heinz Deymann                          | deutscher Kommunalpolitiker der DKP                                                                      | 86    |       |
| 10. Februar | Erich Giesa                            | deutscher Schauspieler, Theaterregisseur, Hörspiel- und Synchronsprecher                                 | 89    |       |
| 10. Februar | Curt Hennig                            | US-amerikanischer Wrestler                                                                               | 44    |       |
| 10. Februar | Gerd Herrmann                          | deutscher Jurist, Lyriker, Übersetzer und Autor                                                          | 89    |       |
| 10. Februar | Hans-Hinrich Jenssen                   | deutscher evangelischer Theologe                                                                         | 75    |       |
| 10. Februar | José Lewgoy                            | brasilianischer Schauspieler                                                                             | 82    |       |
| 10. Februar | Clark MacGregor                        | US-amerikanischer Politiker                                                                              | 80    |       |
| 10. Februar | Herbert Malsbender                     | deutscher Schauspieler und Hörspielsprecher                                                              | 88    |       |
| 10. Februar | Robert Rush Miller                     | US-amerikanischer Ichthyologe, Biologe und Evolutionsbiologe                                             | 86    |       |
| 10. Februar | Walter Morgan                          | britischer Biochemiker                                                                                   | 102   |       |
| 10. Februar | Werner von der Ohe                     | deutscher Soziologe und Hochschullehrer                                                                  | 57    |       |
| 10. Februar | Paul Randles                           | US-amerikanischer Spieleentwickler                                                                       | 37    |       |
| 10. Februar | Jürgen Töpfer                          | deutscher Politiker (CDU), MdHB                                                                          | 56    |       |
| 10. Februar | Jan Veselý                             | tschechoslowakischer Radrennfahrer                                                                       | 79    |       |
| 10. Februar | Günter Weigand                         | deutscher Sozialanwalt                                                                                   | 78    |       |
| 10. Februar | Hannelore Willbrandt                   | deutsche Widerstandskämpferin gegen den Nationalsozialismus                                              | 79    |       |
| 10. Februar | Ron Ziegler                            | US-amerikanischer Pressesprecher des Weißen Hauses unter Richard Nixon                                   | 63    |       |
| 11. Februar | Severin Bartos                         | deutscher Verwaltungsjurist und Politiker (CDU)                                                          | 83    |       |
| 11. Februar | Arndt Bause                            | deutscher Komponist                                                                                      | 66    |       |
| 11. Februar | Tommy Gwaltney                         | US-amerikanischer Jazzmusiker                                                                            | 81    |       |
| 11. Februar | René Habachi                           | ägyptisch-libanesischer Philosoph                                                                        | 87    |       |
| 11. Februar | Moses Hogan                            | US-amerikanischer Komponist, Arrangeur, Pianist und Dirigent                                             | 45    |       |
| 11. Februar | Christiane Loh                         | deutsche Sängerin und christliche Liedermacherin                                                         | 42    |       |
| 11. Februar | Daniel Toscan du Plantier              | französischer Filmproduzent                                                                              | 61    |       |
| 13. Februar | Joe Connelly                           | US-amerikanischer Drehbuchautor                                                                          | 85    |       |
| 13. Februar | Kid Gavilán                            | kubanischer Boxer                                                                                        | 77    |       |
| 13. Februar | Peter Heilmann                         | deutscher DDR-Spion in West-Berlin und Studienleiter der Evangelischen Akademie                          | 80    |       |
| 13. Februar | Stuart Keith                           | US-amerikanischer Ornithologe britischer Herkunft                                                        | 71    |       |
| 13. Februar | Olle Ljunggren                         | schwedischer Mittelstreckenläufer                                                                        | 82    |       |
| 13. Februar | Fritz März                             | deutscher Jurist, Bergsteiger und Sportfunktionär                                                        | 76    |       |
| 13. Februar | Ewald Meyer                            | deutscher Kunstmaler und Grafiker                                                                        | 91    |       |
| 13. Februar | Konstantin Ortloff                     | Aktivist der Homophilenbewegung, Journalist                                                              | 89    |       |
| 13. Februar | Walt Whitman Rostow                    | US-amerikanischer Ökonom, Wirtschaftshistoriker und Regierungsmitglied                                   | 86    |       |
| 13. Februar | Claude Savard                          | kanadischer Pianist und Musikpädagoge                                                                    | 61    |       |
| 13. Februar | Margarete Schulz                       | deutsche Politikerin (SED), MdV                                                                          | 87    |       |
| 13. Februar | Gerhard Siebholz                       | deutscher Schlager- und Musical-Komponist                                                                | 70    |       |
| 13. Februar | Tore Wretman                           | schwedischer Gastronom und Autor                                                                         | 86    |       |
| 14. Februar | Friedrich Böck                         | österreichischer Ornithologe                                                                             | 66    |       |
| 14. Februar | Gunnar Johansson                       | schwedischer Fußballspieler und -trainer                                                                 | 78    |       |
| 14. Februar | Edison Masisi                          | botswanischer Politiker                                                                                  | 81    |       |
| 14. Februar | Paul E. Meehl                          | US-amerikanischer Psychologe und Wissenschaftsphilosoph                                                  | 83    |       |
| 14. Februar | Hannie Mein                            | niederländische Malerin und Keramikerin                                                                  | 69    |       |
| 14. Februar | Ulrich Mense                           | deutscher Regattasegler                                                                                  | 76    |       |
| 14. Februar | Grigori Mkrtytschewitsch Mkrtytschan   | russischer Eishockeyspieler                                                                              | 78    |       |
| 14. Februar | Raidar Müller-Elmau                    | deutscher Schauspieler                                                                                   | 69    |       |
| 14. Februar | Fritz Pollard, Jr.                     | US-amerikanischer Hürdenläufer                                                                           | 87    |       |
| 14. Februar | Valfredo Bernardo Tepe                 | brasilianischer Ordensgeistlicher, katholischer Bischof von Ilhéus                                       | 84    |       |
| 15. Februar | Kinney Abair                           | US-amerikanischer Musiker (Gitarre, Gesang) und Songwriter des Texas Blues                               | 64    |       |
| 15. Februar | Jiří Hanzelka                          | tschechischer Reisebuchautor                                                                             | 82    |       |
| 15. Februar | Romuald Hengstler                      | deutscher Maler, Grafiker und Kunstpädagoge                                                              | 72    |       |
| 15. Februar | Miroslav Horníček                      | tschechischer Schauspieler, Schriftsteller, Regisseur, bildender Künstler und Theatertheoretiker         | 84    |       |
| 15. Februar | Fulvio Martini                         | italienischer Militär, Admiral der italienischen Marine und von Mai 1984 bis Februar 1991 Chef des SISMI |       |       |
| 15. Februar | Okuda Gensō                            | japanischer Maler                                                                                        | 90    |       |
| 15. Februar | Francisque Ravony                      | madagassischer Politiker und Rechtsanwalt                                                                | 60    |       |
| 15. Februar | Richard Wilberforce, Baron Wilberforce | britischer Jurist, Lordrichter                                                                           | 95    |       |
| 16. Februar | Alfred Muzzolini                       | französischer Geologe, Prähistoriker, Verleger und Autor                                                 | 81    |       |
| 16. Februar | Melvin Solomon                         | US-amerikanischer Jazzmusiker                                                                            |       |       |
| 16. Februar | Gerhard Thews                          | deutscher Physiologe und Hochschullehrer (Kiel und Mainz)                                                | 76    |       |
| 16. Februar | Aleksandar Tišma                       | serbischer Schriftsteller                                                                                | 79    |       |
| 17. Februar | Julian Bigelow                         | US-amerikanischer Elektrotechnik-Ingenieur                                                               | 89    |       |
| 17. Februar | Felix Landau                           | US-amerikanisch-französischer Kunsthändler österreichischer Herkunft                                     | 78    |       |
| 17. Februar | Jacques Le Cordier                     | französischer Geistlicher und römisch-katholischer Bischof von Saint-Denis                               | 98    |       |
| 17. Februar | Jonas Mocartas                         | litauischer Politiker, Mitglied des Seimas                                                               | 59    |       |
| 17. Februar | Boanerges Ribeiro                      | brasilianischer Intellektueller und presbyterianischer Pfarrer                                           | 83    |       |
| 17. Februar | Hans Roth                              | Schweizer Politiker (BGB/SVP)                                                                            | 89    |       |
| 18. Februar | Michel Graillier                       | französischer Jazzpianist                                                                                | 56    |       |
| 18. Februar | Isser Harel                            | israelischer Geheimdienstler, Chef des israelischen Geheimdienstes                                       | 91    |       |
| 19. Februar | Volkmar Gabert                         | deutscher Politiker (SPD), MdL, MdEP                                                                     | 79    |       |
| 19. Februar | James D. Hardy                         | US-amerikanischer Chirurg                                                                                | 84    |       |
| 19. Februar | Johnny Paycheck                        | US-amerikanischer Country-Sänger                                                                         | 64    |       |
| 19. Februar | Otto Prinz                             | deutscher Lexikograph                                                                                    | 97    |       |
| 19. Februar | Paul Rasche                            | deutscher Sportfunktionär                                                                                | 78    |       |
| 19. Februar | Amy Sue Rosen                          | US-amerikanische Tänzerin und Choreographin                                                              | 47    |       |
| 19. Februar | Josef Wüst                             | österreichischer Journalist, Chefredakteur und Zeitungsherausgeber                                       | 77    |       |
| 20. Februar | Sebastian Benda                        | Schweizer Pianist, Komponist und Musikpädagoge                                                           | 76    |       |
| 20. Februar | Maurice Blanchot                       | französischer Journalist, Literaturtheoretiker und Schriftsteller                                        | 95    |       |
| 20. Februar | Charles Bridoux                        | französischer Briefmarkenkünstler                                                                        | 61    |       |
| 20. Februar | Orville Freeman                        | US-amerikanischer Politiker                                                                              | 84    |       |
| 20. Februar | Cornelius Kweku Ganyo                  | ghanaischer Perkussionist und Tänzer                                                                     | 65    |       |
| 20. Februar | Karl Hobmair                           | deutscher Pfarrer und Heimatforscher                                                                     | 91    |       |
| 20. Februar | Willi Hoss                             | deutscher Politiker (Bündnis 90/Die Grünen), MdB                                                         | 73    |       |
| 20. Februar | Karl Kleinjung                         | deutscher Spanienkämpfer und Stasi-General                                                               | 90    |       |
| 20. Februar | Georgije Nedeljkov                     | Architekt und Hochschullehrer                                                                            | 76    |       |
| 20. Februar | Jerzy Passendorfer                     | polnischer Regisseur und Politiker, Mitglied des Sejm                                                    | 79    |       |
| 20. Februar | Max Pécas                              | französischer Theater- und Filmregisseur sowie Drehbuchautor                                             | 77    |       |
| 20. Februar | Ulrich Roski                           | deutscher Liedermacher                                                                                   | 58    |       |
| 20. Februar | Werner Schriefers                      | deutscher Maler, Designer und Hochschullehrer                                                            | 76    |       |
| 20. Februar | Erich Sokol                            | österreichischer Illustrator und Karikaturist                                                            | 69    |       |
| 20. Februar | Robert Grier Stephens                  | US-amerikanischer Politiker                                                                              | 89    |       |
| 20. Februar | Jan Józef Szczepański                  | polnischer Schriftsteller                                                                                | 84    |       |
| 21. Februar | Lars Ulrich Abraham                    | deutscher Musiktheoretiker und Musikpädagoge                                                             | 80    |       |
| 21. Februar | Ferdinand Dexinger                     | österreichischer Judaist                                                                                 | 65    |       |
| 21. Februar | Jim Courtright                         | kanadischer Speerwerfer                                                                                  | 88    |       |
| 21. Februar | John E. Fryer                          | US-amerikanischer Psychologe und LGBT-Aktivist                                                           | 64    |       |
| 21. Februar | Karel Kosík                            | tschechischer marxistischer Philosoph und Literaturtheoretiker                                           | 76    |       |
| 21. Februar | Eddie Thomson                          | schottischer Fußballspieler und Fußballtrainer                                                           | 55    |       |
| 22. Februar | Wladimir Nikolajewitsch Bawarin        | russischer Kommunalpolitiker, Bürgermeister der Stadt Barnaul                                            | 63    |       |
| 22. Februar | Frank Callaway                         | neuseeländischer Musikpädagoge und Musikadministrator                                                    | 83    |       |
| 22. Februar | Kurt Gscheidle                         | deutscher Politiker (SPD), MdB                                                                           | 78    |       |
| 22. Februar | Donald Haldeman                        | US-amerikanischer Sportschütze                                                                           | 55    |       |
| 22. Februar | Tamer Kaptan                           | türkischer Fußballspieler und -trainer                                                                   | 64    |       |
| 22. Februar | Josef Reichl                           | österreichischer Politiker (SPÖ), Mitglied des Bundesrates                                               | 89    |       |
| 22. Februar | Daniel Taradash                        | US-amerikanischer Drehbuchautor und Filmregisseur                                                        | 90    |       |
| 23. Februar | Arne Andersson                         | schwedischer Fußballspieler                                                                              | 81    |       |
| 23. Februar | Schlomo Argov                          | israelischer Diplomat                                                                                    |       |       |
| 23. Februar | Heide Berndt                           | deutsche Soziologin                                                                                      | 64    |       |
| 23. Februar | Christoffel Jacob Bouwkamp             | niederländischer Mathematiker                                                                            | 87    |       |
| 23. Februar | Michel Carayol                         | französischer Ingenieur                                                                                  | 68    |       |
| 23. Februar | Manfred Donike                         | deutscher Amateur-Radrennfahrer und späterer Radsport-Kommissär                                          | 42    |       |
| 23. Februar | Rudolf Guder                           | deutscher Schriftsteller und Lyriker                                                                     | 71    |       |
| 23. Februar | Peter-Paul Heinemann                   | schwedisch-deutscher Chirurg, Radiomoderator und Mobbingforscher                                         |       |       |
| 23. Februar | Wieland Held                           | deutscher Historiker                                                                                     | 63    |       |
| 23. Februar | Christopher Hill                       | englischer marxistischer Historiker                                                                      | 91    |       |
| 23. Februar | Franz Xaver Hofmann                    | Schweizer Geologe                                                                                        | 81    |       |
| 23. Februar | Robert K. Merton                       | US-amerikanischer Soziologe                                                                              | 92    |       |
| 23. Februar | Jan Olszański                          | ukrainischer Ordensgeistlicher, Bischof von Kamjanez-Podilskyj                                           | 84    |       |
| 23. Februar | Frédéric O’Brady                       | ungarischer Schauspieler                                                                                 | 99    |       |
| 23. Februar | Marcel Prawy                           | österreichischer Dramaturg, Opernkenner und Opernkritiker                                                | 91    |       |
| 23. Februar | Maria von Schmedes                     | österreichische Schlagersängerin und Schauspielerin                                                      | 85    |       |
| 24. Februar | Alexander Leonowitsch Kemurdschian     | sowjetisch-armenischer Ingenieur                                                                         | 81    |       |
| 24. Februar | Bernard Loiseau                        | französischer Koch                                                                                       | 52    |       |
| 24. Februar | Güven Önüt                             | türkischer Fußballspieler                                                                                |       |       |
| 24. Februar | Walter Scharf                          | US-amerikanischer Filmkomponist                                                                          | 92    |       |
| 24. Februar | Alberto Sordi                          | italienischer Filmschauspieler                                                                           | 82    |       |
| 25. Februar | Giovanni Früh                          | Schweizer Schauspieler                                                                                   | 65    |       |
| 25. Februar | Uwe Lüthje                             | deutsch-österreichischer Volkswirt                                                                       | 71    |       |
| 25. Februar | Raymond V. Moore                       | US-amerikanischer Ju-Jutsuka                                                                             | 87    |       |
| 25. Februar | Friedhelm Rausch                       | deutscher Polizeioffizier und General der Volkspolizei                                                   | 71    |       |
| 25. Februar | Herbert Walther                        | deutscher Sachbuchautor, Historiker und Maler                                                            | 80    |       |
| 26. Februar | Heinz Karl Behrendt                    | deutscher Politiker (SED)                                                                                | 89    |       |
| 26. Februar | Gerhard Czerwensky                     | deutscher Wirtschaftsjournalist                                                                          | 82    |       |
| 26. Februar | Christian Goethals                     | belgischer Automobilrennfahrer                                                                           | 74    |       |
| 26. Februar | Maria Hippius Gräfin Dürckheim         | deutsche Psychologin und Psychotherapeutin                                                               | 94    |       |
| 26. Februar | Willy Kralik                           | österreichischer ORF-Moderator                                                                           | 73    |       |
| 26. Februar | Jaime Ramírez                          | chilenischer Fußballspieler                                                                              | 71    |       |
| 26. Februar | Piero Scanziani                        | Schweizer Schriftsteller                                                                                 | 94    |       |
| 26. Februar | Othar Turner                           | US-amerikanischer Fife-Musiker                                                                           | 94    |       |
| 26. Februar | Eduard Wiesmann                        | deutscher Kommunalpolitiker                                                                              |       |       |
| 27. Februar | Pere Bohigas                           | spanischer Bibliothekar, Romanist und Katalanist                                                         | 102   |       |
| 27. Februar | Johnny Carpenter                       | US-amerikanischer Schauspieler                                                                           | 88    |       |
| 27. Februar | Jost Krippendorf                       | Schweizer Ökonom und Tourismusforscher                                                                   | 64    |       |
| 27. Februar | John Lanchbery                         | englischer und australischer Dirigent                                                                    | 79    |       |
| 27. Februar | Wolfgang Larrazábal                    | venezolanischer Offizier, Präsident von Venezuela (1958)                                                 | 91    |       |
| 27. Februar | Ameen Muhammad                         | US-amerikanischer Jazzmusiker (Trompeter, Perkussion, Muscheln), Musikpädagoge und Komponist             | 48    |       |
| 27. Februar | Wolfgang Nahrath                       | rechtsextremer Politiker (NPD)                                                                           |       |       |
| 27. Februar | Peter Petroff                          | bulgarisch-US-amerikanischer Ingenieur und Erfinder                                                      | 83    |       |
| 27. Februar | Elizeu de Morais Pimentel              | brasilianischer Geistlicher, Koadjutorbischof von Paranavaí                                              | 50    |       |
| 27. Februar | Fred Rogers                            | US-amerikanischer Fernsehmoderator                                                                       | 74    |       |
| 27. Februar | Albert Steinberg                       | kanadischer Geiger und Dirigent                                                                          | 92    |       |
| 27. Februar | Hans Steinkohl                         | deutscher Chirurg und Kommunalpolitiker                                                                  | 77    |       |
| 27. Februar | Saloa Tauia                            | tuvaluischer Politiker und Polizist                                                                      |       |       |
| 27. Februar | Wang Pi-Cheng                          | chinesischer General und Militärattaché                                                                  | 102   |       |
| 28. Februar | Albert Batteux                         | französischer Fußballtrainer und Fußballspieler                                                          | 83    |       |
| 28. Februar | Bruno Bertacchini                      | italienischer Motorradrennfahrer                                                                         | 86    |       |
| 28. Februar | Göte Blomqvist                         | schwedischer Eishockeyspieler                                                                            | 75    |       |
| 28. Februar | Chris Brasher                          | britischer Leichtathlet und Olympiasieger                                                                | 74    |       |
| 28. Februar | Liselotte Bühler                       | deutsche Politikerin (SPD), MdL                                                                          | 80    |       |
| 28. Februar | Jacob E. Davis                         | US-amerikanischer Politiker                                                                              | 97    |       |
| 28. Februar | Perikles Fotopoulos                    | griechisch-italienischer Schlagersänger und Opernregisseur                                               | 72    |       |
| 28. Februar | Fritz Grasenick                        | österreichischer Chemiker und Pionier der Elektronenmikroskopie                                          | 86    |       |
| 28. Februar | Rudolf Kingslake                       | britischer Physiker                                                                                      | 99    |       |
| 28. Februar | Fidel Sánchez Hernández                | salvadorianischer Politiker                                                                              | 85    |       |
| 28. Februar | George John Szemler                    | US-amerikanischer Althistoriker ungarischer Herkunft                                                     | 74    |       |
| Februar     | Oswald Eggenberger                     | Schweizer Pfarrer, Kirchenhistoriker und Sektenkenner                                                    | 79    |       |
| Februar     | Werner Romberg                         | deutscher Mathematiker und Physiker                                                                      | 93    |       |
| Februar     | Přemysl Straka                         | tschechischer Maler und Typograf aus Böhmen                                                              | 76    |       |
| Februar     | Gerdy Troost                           | deutsche Architektin im Umfeld Adolf Hitlers                                                             | 98    |       |
| Februar     | Reiner Werner                          | deutscher Hochschullehrer, Psychologe und Manualtherapeut                                                |       |       |